# Finnbråtan
Finnbråtan es un barrio de la ciudad de Eidsvoll, situada en la provincia de Viken, Noruega.
Hasta 2019 la Oficina Central de Estadística consideró a la zona como un área urbana independiente.